# Abla al-Kahlawi
Abla al-Kahlawi, ou al-Kahlaoui, née le 15 décembre 1948 au Caire en Égypte et morte le 25 janvier 2021 dans la même ville, est une professeure égyptienne de jurisprudence islamique, ainsi qu'une responsable religieuse, prédicatrice et présentatrice de télévision.
Elle enseigne à l'université al-Azhar au Caire, où elle est la doyenne de la Faculté des études islamiques et arabes du Women's College. Elle figure sur la première liste des 500 musulmans les plus influents pour son travail sur la religion et les femmes, en 2009, et elle publie de nombreux articles sur les femmes et la jurisprudence islamique.
Elle prêche en Égypte, dans des mosquées et à la télévision, ainsi qu'en Arabie saoudite, y prêchant quotidiennement pendant deux ans à la mosquée al-Harâm, la mosquée la plus importante de l'Islam en Arabie saoudite, de 1987 à 1989.

## Biographie

### Jeunesse et formation
Abla al-Kahlawi naît le 15 décembre 1948 au Caire, en Égypte. Son père, Mohammed al-Kahlawi, est artiste de nachid.
Elle étudie le droit islamique à l'université al-Azhar, au Caire, en Égypte, y obtient une maîtrise en 1974 et un doctorat en 1978.

### Carrière
En 1979, Abla Al-Kahlawi est nommée doyenne du département de charia du Collège féminin de La Mecque. Elle est ensuite nommée doyenne des études islamiques et arabes au Collège féminin de l'université Al-Azhar. Elle enseigne aussi au College for Education for Girls de Riyad en Arabie saoudite.
Elle prêche quotidiennement de 1987 à 1989 à la Masjid al-Haram, la mosquée la plus importante de l'Islam, située en Arabie saoudite. Ses cours sont suivis par des pèlerines du monde entier. Elle continue ensuite à prêcher pour les femmes en Égypte, dans plusieurs de mosquées célèbres, notamment les mosquées Al-Azhar, al-Hamd et Al-Hossari, ainsi que dans une mosquée fondée par son père, lors de prières très fréquentées,. Elle présente à la télévision plusieurs programmes religieux régionaux qui ont une large audience. Elle est connue sous le nom de « Mama Abla ».
Les conférences d'Abla Al-Kahlawi sont des discours sur la loi et les principes islamiques, l'explication de textes religieux et les réponses à des questions sur la jurisprudence islamique. Selon l'Oxford Encyclopedia of Islam and Women, ses prédications « critiquent l'interprétation misogyne des textes islamiques et tentent de réduire les tendances à l'extrémisme », tout en défendant les droits des femmes en cas de divorce et en encourageant les valeurs de « tolérance, modération, compassion et paix ».
Elle figure en 2009 sur la liste des 500 musulmans les plus influents, première édition de la liste créée par le Centre royal d'études stratégiques islamiques de Jordanie et publiée chaque année en coopération avec le Centre Prince Al-Waleed Bin Talal pour l'entente islamo-chrétienne à l'université de Georgetown aux États-Unis. Cette liste la présente comme « une personnalité de haut rang sur les questions intéressant particulièrement les femmes, et dirigeant l'un des centres d'érudition des femmes musulmanes les plus respectés au monde ». Elle est décrite par l'Encyclopédie d'Oxford sur l'Islam et les Femmes comme « parmi les ulama (érudits islamiques) féminins les plus célèbres du monde arabe ».
Abla Al-Kahlawi fait partie en 2006 d'un groupe de 41 dirigeants et universitaires islamiques éminents qui écrivent pour condamner la violence qui a suivi la controverse sur les caricatures de Mahomet dans le Jyllands-Posten, tout en dénonçant les caricatures elles-mêmes. Elle est l'une des signataires d'une lettre ouverte envoyée par les dirigeants de la religion islamique aux dirigeants du christianisme, appelant à la paix entre les deux religions. Son œuvre de prédication est reconnue par Entissar Amer, la première dame d'Égypte, qui décrit sa carrière comme une « marche honorable et remarquable sur la route de la charité et de la prédication ».
Elle est la fondatrice d'une importante organisation caritative à Mokattam, au Caire, pour venir en aide aux orphelins ainsi qu'aux personnes souffrant de cancer et de la maladie d'Alzheimer,.
Elle meurt le 25 janvier 2021 au Caire, à 72 ans, des suites du Covid-19.

## Ouvrages
Al-Kahlawy est l'autrice de plusieurs livres notoires sur la jurisprudence islamique, parmi lesquels :
- Faʿlyat al-Zakāt fi Himayat al-Iqtisad wa al-Tanmiya (L'importance de l'aumône pour garantir l'économie et le développement), 1996 ;
- Al-Marā bayn Tahārat al-Bātin wa al-Zāhir (Les femmes : la sainteté intérieure et extérieure), 1997 ;
- Qadāy al- Mar' a fi al-Ḥajj wa-al-ʿUmrā (Problèmes des femmes lors du Hajj et de la ʿOmra), 2005.